# 럭비 스쿨
럭비 스쿨(Rugby School)은 잉글랜드 워릭셔주 럭비에 있는 영국에서 가장 오래된 퍼블릭 스쿨이다. 럭비가 태어난 곳으로도 유명하다.

## 연혁
- 1567년 : 개교